# Marco Valerio Messalla (console 188 a.C.)
Marco Valerio Messalla (in latino Marcus Valerius Messalla; fl. 210-187 a.C.) è stato un politico romano.

## Biografia
Fu prefetto della flotta in Sicilia nel 210 a.C. durante la seconda guerra punica, sotto il comando del console Marco Valerio Levino, il quale, una volta rientrato a Roma, affidò il governo della provincia ed il comando dell'esercito al pretore Lucio Cincio Alimento, mentre inviò Valerio Messalla con una parte delle navi in Africa a spiare i preparativi dei Cartaginesi ed a predare quei territori. Valerio, avvicinatosi prima dell'alba alle coste africane con cinquanta navi, sbarcò all'improvviso nel territorio di Utica, saccheggiandolo per un ampio territorio, catturando numerosi uomini e facendo bottino. Poi fece ritorno in Sicilia a capo Lilibeo, tredici giorni dopo che era partito.
Una volta raggiunta la destinazione, Valerio Messalla fece un'inchiesta fra i prigionieri, venendo a conoscere tutta una serie di dati che si premurò di comunicare per iscritto al console Levino, affinché fosse informato sulla reale situazione in Africa. Prima di tutto a Cartagine si trovavano 5.000 Numidi con Massinissa, figlio di Gala e fierissimo giovane. Vi erano poi altri soldati mercenari arruolati in tutta l'Africa per essere condotti in Spagna agli ordini di Asdrubale, il quale avrebbe dovuto congiungersi col fratello Annibale in Italia, insieme ad un esercito imponente. A Cartagine riponevano in questo piano ogni speranza di vittoria. Era venuto, inoltre, a sapere della costruzione di una grande flotta da parte dei Cartaginesi per tentare di riprendersi la Sicilia. Messalla era convinto che questa flotta sarebbe salpata di lì a breve. Quando questa lettera venne letta dal console Levino in Senato, provocò una tale impressione davanti all'assemblea riunita, da deliberare all'istante che il console non dovesse attendere i comizi, ma che, non appena fosse stato nominato un dittatore per la loro convocazione, ritornasse immediatamente nella sua provincia.
Nel 209 a.C., venne posto sotto il comando di Marco Valerio Levino in Sicilia e fu disposto dal Senato che Levino poteva o condurre una campagna in Africa per depredare quei territori, oppure inviarvi, a sua discrezione, Lucio Cincio Alimento oppure lo stesso Valerio Messalla.
Fu pretore peregrinus nel 194 a.C. e console nel 188 a.C. L'anno successivo ricevette la provincia della Liguria con un esercito consolare, ma non compì azioni significative.